# Hakea macrorrhyncha
Hakea macrorrhyncha är en tvåhjärtbladig växtart som beskrevs av W. R. Barker. Hakea macrorrhyncha ingår i släktet Hakea och familjen Proteaceae. Inga underarter finns listade i Catalogue of Life.